# Henryk Misiak
Henryk Grzegorz Misiak (ur. 14 listopada 1928 w Łękińsku, zm. 26 września 2018) – polski piłkarz grający na pozycji napastnika i pomocnika oraz trener, zdobywca Pucharu Polski (1952) z Polonią Warszawa.

## Kariera piłkarska
Był wychowankiem stołecznego klubu ZKS Elektryczność, w którym grał w latach 1945–1948, następnie występował w Syrenie (1949–1950). W barwach Cracovii w ciągu dwóch sezonów (1950-1951) zagrał w jedenastu spotkaniach ekstraklasy; w tamtym czasie był też bokserem w drugoligowej sekcji tego klubu.
W 1952 został zawodnikiem warszawskiej Polonii, z którą w pierwszym sezonie (pięć spotkań ligowych i jedna bramka) wywalczył Puchar Polski i spadł do II ligi. Zawodnikiem tego klubu pozostał do 1962, grał dla niego w meczach II (w sezonach 1953–1954 i 1959–1961) i III ligi. Pod koniec kariery ponownie występował w Elektryczności (1962–1964).

## Kariera trenerska
Jako trener pracował w Elektryczności oraz w Polonii. W tym drugim klubie był pierwszym trenerem od listopada 1972 do kwietnia 1974 (na szczeblu III ligi) oraz w dwóch spotkaniach II-ligowych w kwietniu 1978. W latach 1971–1972, 1974 i od 1976 pracował jako drugi trener. Prowadził również drużyny w młodszych grupach wiekowych.
W 2011 był członkiem Komitetu Honorowego obchodów 100-lecia KS Polonia Warszawa. Zmarł 26 września 2018 w wieku 89 lat. Został pochowany na cmentarzu w Józefowie koło Otwocka.